# Дормиторий

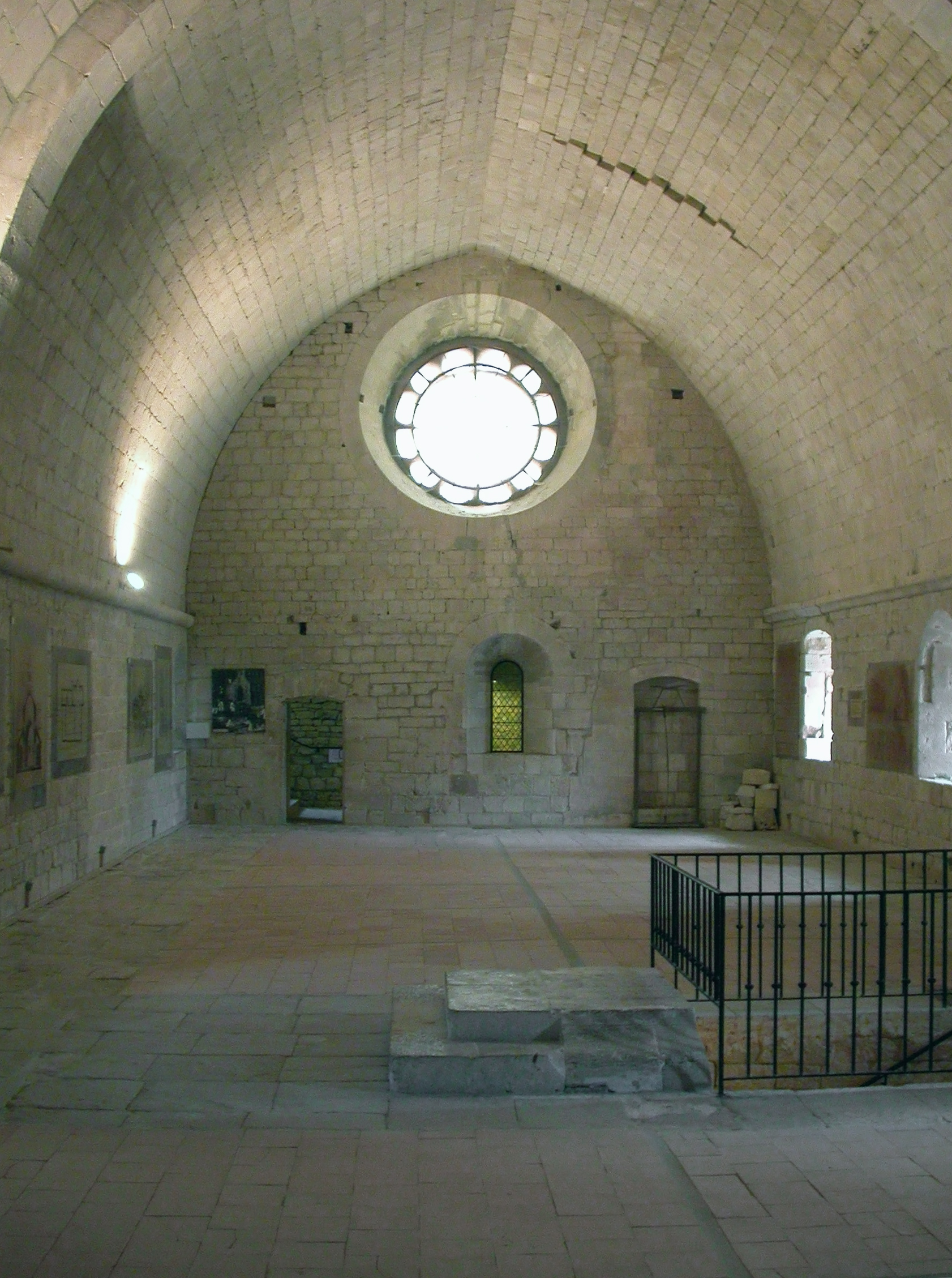
Дормиторий в аббатстве Сенанк

Дормиторий (от лат. dormitorium, также schola, conclavi, locus dormientium, xenodochium, mansio, mausurium, atrium lectorum, locus, cella) — спальное помещение монахов в католическом монастыре. Французское название — дортуар, древнерусское — о́дри́ны («сеновал, хлев, спальня»). «Дормиторием» называли как общее спальное помещение, так и ту часть монастыря, где находились кельи (от cella — «комната, чулан») монахов.
Если в первых монастырях монахи, по сохраняющейся со времен отшельничества традиции, проводили большую часть своего времени в уединении, в отдельных кельях, и собирались вместе только в церкви и в трапезной, и то не каждый день, то с начала VI века общее пространство монастыря расширяется и появляется общая спальня — дормиторий.
Церковный собор в Туре в 567 году уже запрещал жить в кельях или хранить там личное имущество, а св. Бенедикт хотя допускал наличие не одного дормитория, а нескольких, но лишь для особо крупных монастырей. Тем не менее отдельные кельи продолжали существовать и в VIII веке, и снова стали относительно распространёнными в общежитийных организациях еремитов X—XI веков.
В VI—IX векаx, прежде всего на основе бенедиктинского устава, складывается общепринятое для большинства западно-европейских монастырей-аббатств устройство помещений, включающее в себя, возводимые с определённой стороны внутреннего двора-клуатра четыре отдельных крыла. Одним из таких крыльев, наряду с часовней, трапезной и капитулом, был спальный корпус — дормиторий, чаще всего в виде двухнефного зала; у монахов-картезианцев, вместо общего спального зала строились ряды келий.
В Средние века все монахи (монахини) спали в монастырях в большом общем спальном зале (дормитории) на полу, покрытом соломой, на циновках, тюфяках или на скромных кроватях; спали они в одежде, «чтобы всегда быть наготове и по данному знаку без промедления встать». Всю ночь в дормитории горела свеча. Из дормитория лестница вела прямо на церковные хоры. Так монахи напрямик попадали к месту своих ночных молитв. В крупных аббатствах дормитории могли достигать значительных размеров, так в аббатстве Побле был дормиторий 66 на 12 метров.
В некоторых средневековых монастырях отхожие места примыкали к дормиторию и именовались reredorter (буквально — «в задней части дормитория»).
Только у некоторых аббатов (аббатис) были собственные спальные комнаты (кельи), выделялись отдельные кельи для каноников.
Монахи могли стремиться получить хоть какое-то уединение, бороться против общих спален (по замечанию историка и социолога Лео Мулена: «Разве люди Средневековья, не знавшие одиночества, не страдали оттого, что всё время спали друг у друга в ногах?»), недовольство общей спальней фиксируется в отчётах. Однако разделение дормитория на отдельные спальные места с помощью занавеса или деревянных ширм появилось лишь в XIII веке, когда по причине малонаселённости монастырей монахи получили некоторые послабления. С XIV века ширмы и панели становятся привычными в интерьере монастырей. Однако переход из дормитория в кельи не был гладким, так, папа Бенедикт XII приказал под угрозой отлучения разрушить все кельи, построенные в монастырях цистерцианцев.
Позднее монахи получили настоящие отдельные комнаты, хотя в большинстве монастырей отдельные комнаты появились лишь в XX веке. В некоторых монашеских орденах (например, у траппистов) общие дормитории сохранились и посейчас.
В настоящее время «дормиториями» также называют комнаты в молодёжных хостелах, где сдаются отдельные спальные места; oбычно в дормиториях от четырёх до 16-и спальных мест, зачастую в виде двухъярусных кроватей.
В книге «Гарри Поттер и философский камень» в школе волшебников «Хогвартс» также имелся дормиторий (dormitory) для учащихся.[значимость факта?]